# Ombre et Lumière (film)
Pour les articles homonymes, voir Ombre et Lumière.
Pour plus de détails, voir Fiche technique et Distribution.
Ombre et Lumière est un film français réalisé par Henri Calef, sorti en 1951.

## Synopsis
Il y a quelques années, Isabelle Leritz, célèbre pianiste de renom, a été victime d'une crise de folie en plein concert. Aujourd'hui rétablie, elle s'est éprise de Jacques qu'elle envisage d'épouser. Elle ignore que ce dernier vit une liaison avec Caroline, sa sœur, directrice d'une maison de couture.

## Fiche technique
- Titre : Ombre et Lumière
- Réalisation : Henri Calef
- Scénario : Solange Térac
- Producteurs : Jean-Pierre Frogerais, Edmond Ténoudji
- Sociétés de production : Les Films Marceau, Sigma-Vog
- Sociétés de distribution : VEB Progress Film-Vertrieb, Les Films Marceau et Les Films Vog
- Musique : Joseph Kosma et Pyotr Ilyich Tchaikovsky Piano Concerto No 1
- Photographie : Jean Bourgoin
- Son : René Longuet
- Montage : Raymond Louveau
- Décors : Daniel Guéret et Rino Mondellini
- Costumes : Pierre Balmain
- Pays d'origine :  France
- Format : Noir et blanc — 35 mm — 1,37:1 — Son : Mono
- Genre : Film dramatique
- Durée : 92 minutes
- Date de sortie :
  - France : 27 juin 1951

## Distribution
- Simone Signoret : Isabelle Leritz
- Maria Casarès : Caroline Bessier
- Jean Marchat : Schurmann
- Pierre Dux : Docteur Gennari
- Albert Plantier : Eugène
- Germaine Reuver : la patronne
- Albert Michel : le patron
- Jacques Berthier : Jacques Barroy